# Аржи Десу
Аржи Десу (фр. Argut-Dessous) насеље је и општина у јужној Француској у региону Миди Пирене, у департману Горња Гарона која припада префектури Сен Годан.
По подацима из 2011. године у општини је живело 29 становника, а густина насељености је износила 10,74 становника/km². Општина се простире на површини од 2,7 km². Налази се на средњој надморској висини од 626 метара (максималној 1.090 m, а минималној 513 m).

## Демографија
| 1962. | 1968. | 1975. | 1982. | 1990. | 1999. | 2011. |
| ----- | ----- | ----- | ----- | ----- | ----- | ----- |
| 54    | 54    | 55    | 45    | 41    | 33    | 29    |

График промене броја становника у току последњих година